# Keppel Bay

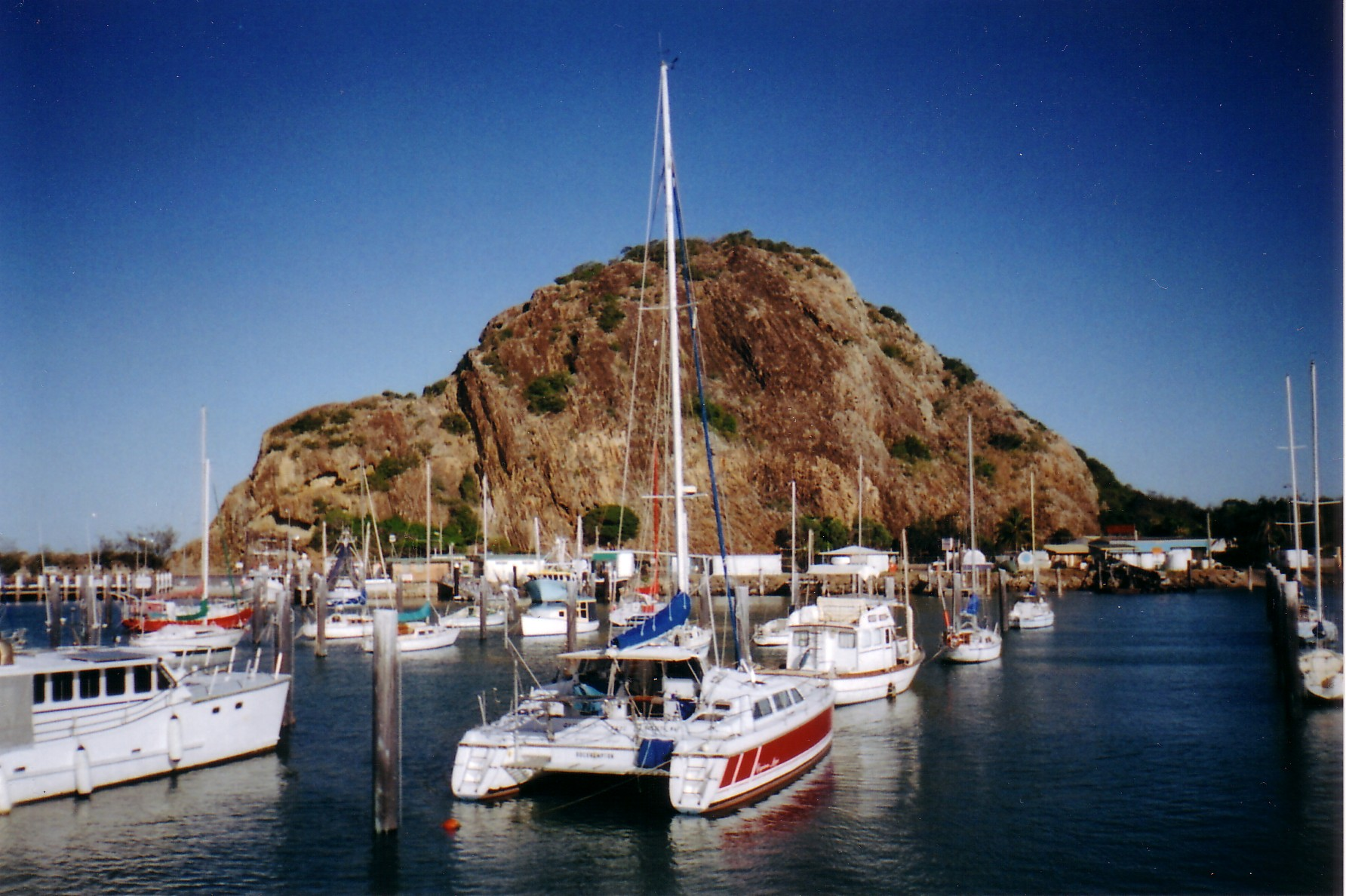
Barche ancorate al Rosslyn Bay Harbour, a Keppel Bay

Keppel Bay (Baia di Keppel) (23°23′S 150°53′E) è una baia dello stato del Queensland, in Australia. Si trova alla foce del fiume Fitzroy. Al termine della baia, ad est, si trova Cape Keppel.
Il nome alla baia e alle vicine Isole Keppel fu dato da James Cook, che toccò quei luoghi il 27 maggio 1770, dopo Augustus Keppel.